# Уивер, Ники
Николас Джеймс Уивер (англ. Nicholas James Weaver; 2 марта 1979, Шеффилд, Англия) — английский футболист, играющий на позиции вратаря. Известен выступлением за клубы «Манчестер Сити» и «Чарльтон Атлетик».

## Карьера
«Манчестер»
Уивер был куплен «Манчестер Сити» у «Мансфилд Таун» по рекомендации тренера вратарей Алекса Степни. Он дебютировал за «Манчестер Сити» в первом матче сезона 1998/99 против «Блэкпула», сохранив ворота в неприкосновенности. В течение сезона Уивер сыграл, в общей сложности, 26 сухих матчей, побив клубный рекорд в том сезоне. Уивер был героем «небесно-голубых» в финальном матче 1999 года во втором дивизионе, против «Джиллингема». В том матче Ники отбил пенальти, и это спасло „повышение“ клуба. После этого, он пробежал круг почета по «Уэмбли». Примерно в это же время Ники был приглашен в молодёжную сборную Англии.
Уивер остался первым голкипером в сезоне 1999/00, так как «горожане» обеспечили себе второе подряд продвижение, заняв второе место в первом дивизионе. Затем Уивер поиграл и в премьер-лиге, впервые в жизни, в сезоне 2000/01, а клуб, впервые с 1996 года, покинул высший дивизион. Уивер пропустил почти половину матчей лиги в 2001/02, поскольку получил травму, а через сезон клуб вернулся в премьер-лигу. Тяжелые травмы Уивера привели к тому, что главный тренер Киган подписал ветерана и легенду другого манчестерского клуба, Питера Шмейхеля в сезоне 2002/03, а Уивер стал вторым номером.